# 石窟

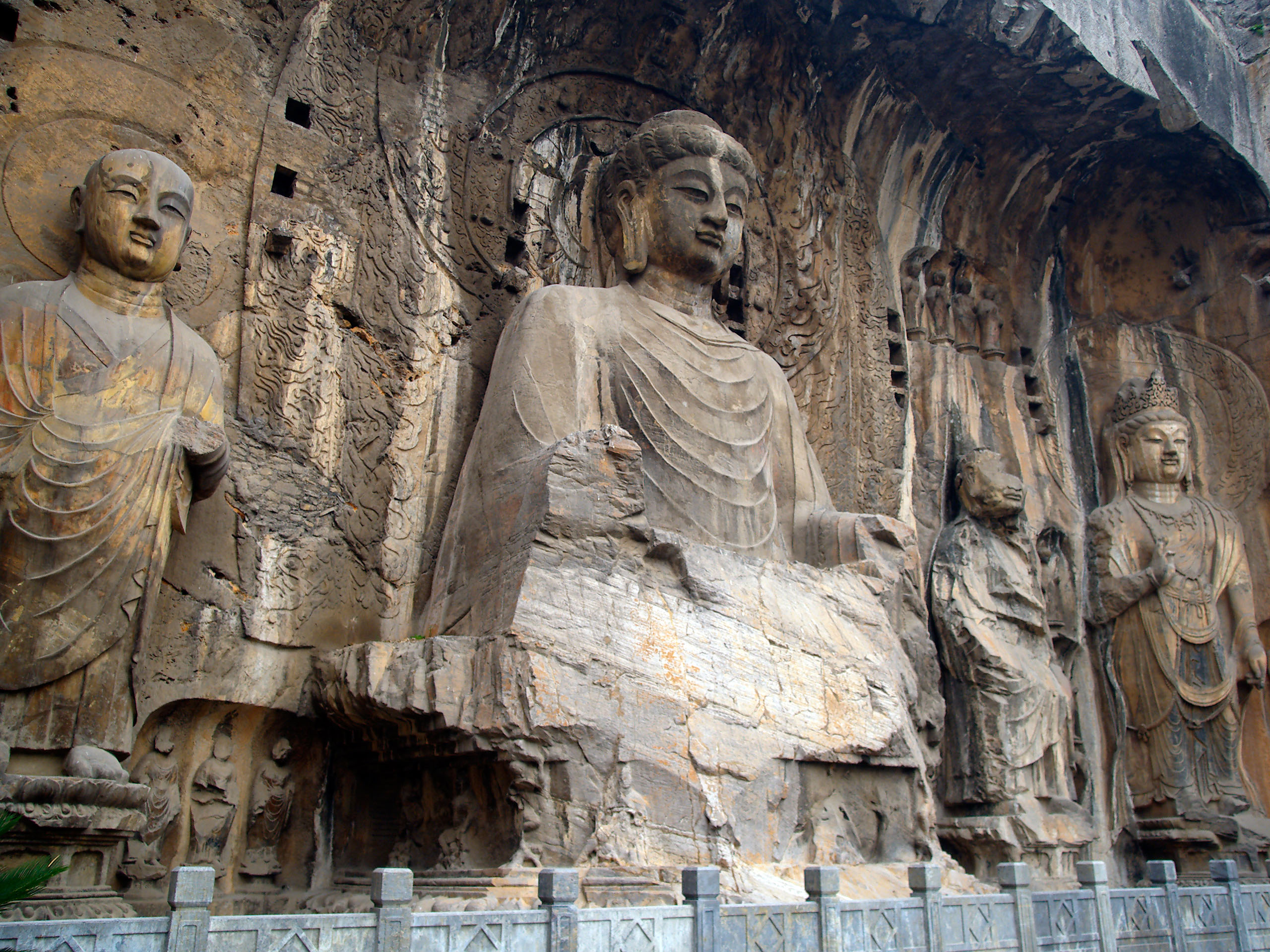
中国洛阳龙门石窟

石窟，又称石窟寺，是在山崖上开凿洞窟进行宗教活动的庙宇。

## 历史
起源于古埃及中王国时期的岩窟墓，在新王国时期演变为石窟，在公元前5至4世纪，经波斯传入印度，后通过中亚传入中国。

## 中国石窟
石窟艺术是中国传统艺术的重要组成部分之一，是中国古代雕刻艺术的杰出代表。石窟艺术主要是指在石洞、岩壁等天然的岩石或人造出的洞表面上刻画、雕塑的艺术形式。最早的石窟艺术出现在东汉时期，隋唐时期达到了鼎盛期，唐代洛阳龙门石窟、敦煌莫高窟、云冈石窟等都是著名的代表作。
石窟艺术的特点是造型丰富、技法熟练、题材广泛，作品包括佛教故事、神话传说、历史人物、民间传说等。艺术家们通过对石窟内外壁面的刻画和雕塑，将佛教文化、艺术和哲学融为一体，形成了独特的艺术风格和表现手法。同时，石窟艺术也是中国古代文化与外来文化交流的重要载体之一，反映了中国古代文化多元、开放、包容的特点。
中国佛教石窟是世界上保存数量最多，分布地区最广，延续时间最长的佛教艺术遗存。中国佛教石窟是研究中国历代政治、经济、文化乃至建筑、美术、音乐、舞蹈等的重要实物资料。其中著名的有大同雲岡石窟、洛阳龙门石窟、和敦煌莫高窟、天水麦积山石窟、新疆克孜尔石窟和柏孜克里克石窟、栖霞山和新昌石窟、重庆大足石窟、云南石钟山石窟、邯鄲市南、北響堂石窟遺址。
中国石窟寺以佛教石窟为主体，兼有道教等其他宗教石窟。根据国家文物局组织的全国石窟寺专项调查，截至2020年中国共有石窟寺2155处。